# A Estrada
A Estrada és un municipi de la província de Pontevedra a Galícia. Pertany a la Comarca de Tabeirós-Terra de Montes.
| 23.916 | 26.623 | 28.169 | 25.719 | 22.217 |
| Fonts: INE i IGE (Els criteris de registre censal variaren i les dades de l'INE i de l'IGE poden no coincidir.) |        |        |        |        |

## Història
La jurisdición de Tabeirós té el seu origen en temps del rei sueu Miro en el segle vi, i apareix citada en el Cronicón Iriense com pertanyent a la diòcesi d'Iria. En el segle xii, l'arquebisbe de Santiago Xelmírez i el rei Alfons VII de Castella van intercanviar entre si la terra de Tabeirós, Tabeirolos i el castro de Far, passant la primera a ser possessió de la mitra compostelana. Aquesta jurisdicció abastava tot l'actual Ajuntament d'A Estrada, amb excepció de les parròquies de Vea, fins a 1840, any en el qual es va crear l'Ajuntament i el partit judicial d'A Estrada (avui cabdal de partit judicial que comprèn els ajuntaments d'Estrada, Forcarei i Cerdedo). Tres anys abans, per culpa dels enfrontaments entre absolutistes i liberals, es va traslladar la casa consistorial de Tabeirós des de Cereixo al lloc d'A Estrada, format únicament per 4 cases en un encreuament de camins entre les parròquies de Figueroa, Ouzande i Guimarei.
Des del segle xii, aquestes terres que avui comprenen el concello de L'Estrada estaven políticament dividides en "coutos" i jurisdiciones, en les quals manava un senyor o bé eren propietat de la Mitra Compostel·lana: jurisdicció de Tabeirós (la major de totes), Couto de Vegi, Couto de Codeseda, Couto de Vega i Oca i el Couto do Aspecte. En 1836 es van iniciar les reunions per a la unió d'aquests concellos en altres més grans o en un sol. L'1 de gener de 1837 es va produir la fusió dels Coutos de Vega i Oca, Aspecte, Codeseda i Vea amb Tabeirós. El concello es va formar en Cereixo, amb seu en Pernaviva, ja amb 51 parròquies (inclosa A Estrada, que apareix per primera vegada, formada pels llocs de Figueiroa de Arriba, Figueiroa de Bajo, Rodeiro, Regueiro, Pedregal, Vilabrasil i Vilar). En 1840 es va produir la destitució del concello de Cereixo, sol·licitant el nom d'A Estrada per al concello, aprovant-se el 23 de gener de 1841. El 6 de juliol de 1859 se li va concedir A Estrada el títol de Vila per Reial decret. En 1878, el príncep Alfons XII d'Espanya va atorgar al concello el tractament de Ilustrísimo i en 1912 el d'Excel·lència. Va tenir premsa pròpia fins a 1940: El Emigrado.

## Parròquies
Agar (Santa Mariña), Aguións (Santa María), Ancorados (San Pedro), Ancorados (San Tomé), Arca (San Miguel), Arnois (San Xiao), Baloira (San Salvador), Barbude (San Martiño), Barcala (San Miguel), Barcala (Santa Mariña), Berres (San Vicente), Callobre (San Martiño), Castro (San Miguel), Cereixo (San Xurxo), Codeseda (San Xurxo), Cora (San Miguel), Couso (Santa María), Curantes (San Miguel), A Estrada (San Paio), Frades (Santa María), Guimarei (San Xiao), Lagartóns (Santo Estevo), Lamas (San Breixo), Liripio (San Xoan), Loimil (Santa María), Matalobos (Santa Baia), Moreira (San Miguel), Nigoi (Santa María), Oca (Santo Estevo), Olives (Santa María), Orazo (San Pedro), Ouzande (San Lourenzo), Parada (San Pedro), Paradela (Santa María), Pardemarín (Santa Baia), Remesar (San Cristovo), Ribeira (Santa Mariña), Ribela (Santa Mariña), Riobó (San Martiño), Rubín (Santa María), Sabucedo (San Lourenzo), Santeles (San Xoán), Somoza (Santo André), Souto (Santo André), Tabeirós (Santiago), Toedo (San Pedro), Vea (San Xiao), Vea (San Xurxo), Vea (Santa Cristina), Vea (Santo André), Vinseiro (Santa Cristina).

## Festes i celebracions
- Festa del Salmó
- Rapa das Bestas de Sabucedo

## Personatges d'A Estrada
- Pepe Carballude, escriptor (n. 1956).
- Manuel García Barros, escriptor (1876-1972).
- Marcial Valladares Núñez, escriptor (1821-1903).
- Ramón Verea, inventor de la calculadora.
- Mary Isaura, soprano de sarsuela i òpera.

## Curiositats
A la Biblioteca Museu Víctor Balaguer de Vilanova i la Geltrú es conserva una destral del segle VII aC provinent d'aquest municipi, trobada l'any 1881, donada al museu el primer de novembre de 1884 per Ramón del Valle, acadèmic d'història.